# Danske Børne- og Ungdomsfilmklubber
Landsforeningen Danske Børne- og Ungdomsfilmklubber (DaBUF) er en organisation, der arbejder med formidling og produktion af billedmedier for børn og unge. Organisationens medlemmer er børne- og ungdomsfilmklubber samt institutioner og foreninger.

Landsforeningen Danske Børne- og Ungdomsfilmklubber blev stiftet i 1952 og organiserer i dag 75 filmklubber spredt ud over hele landet og i Grønland. Filmklubberne har visninger for omkring 55.000 børn årligt. DaBUF hjælper de frivillige, som driver klubberne med at udvælge, distribuere og i mindre grad producere film. Derudover står DaBUF selv for projekter som har til formål at engagere og motivere børn og unge i filmarbejde herunder både produktion og formidling.
Hvert år uddeler DaBUF Pråsprisen til en person, der har udført fortjenstfuldt arbejde med produktion og/eller formidling af billedmedier for børn og unge. Prisen er blevet uddelt siden 1983 og er blevet givet til blandt andre Jytte Abildstrøm, Peter Mygind, Nils Malmros, Wikke & Rasmussen, Jakob Stegelmann, Astrid Lindgren, Flemming Quist Møller.